# Damáscio
Damáscio (em grego: Δαμάσκιος; Damasco, c. 458 - após 538), conhecido como "o último dos neoplatônicos", foi um filósofo da Antiguidade, o último escolarca da Escola de Atenas. Foi um dos filósofos perseguidos por Cristãos, no início do século VI, e foi forçado se refugiar por um tempo na corte do Império Sassânida (persa), antes de receber permissão para voltar ao Império Bizantino. De sua obra restam atualmente apenas três comentários sobre as obras de Platão, e um texto metafísico intitulado Dificuldades e Soluções dos Primeiros Princípios.

## Biografia
Damáscio nasceu em Damasco, na província romana da Síria, de onde vem o seu nome; seu nome original é desconhecido. Em sua juventude foi para Alexandria, onde passou doze anos. Inicialmente como pupilo de Téon, um retórico, no início, e como professor de retórica. Posteriormente foi aluno da filósofa, astrônoma e matemática Hipátia, quem lhe ensinou filosofia, ética, moral e virtudes. Voltando-se então para a filosofia e a ciência, estudou também com Hérmias e seus filhos, Amônio e Heliodoro. Mais tarde emigrou para Atenas, e deu sequência a seus estudos com Marino, o matemático, o filósofo Zenodoto, e Isidoro, o dialetista. Tornou-se grande amigo de Isidoro, a quem sucedeu no comando da Escola neoplatônica de Atenas, por volta de 515, e escreveu sua biografia, preservada parcialmente na Biblioteca de Fócio.
Em 529 Justiniano I fechou a escola, e Damáscio, com seis de seus colegas, procuraram asilo - provavelmente em 532 - na corte de Cosroes I. As condições locais lhes foram intoleráveis, no entanto, e no ano seguinte, quando Justiniano e Cosroes assinaram um tratado de paz, decidiu-se que os filósofos deveriam voltar. Acredita-se que Damáscio tenha voltado então a Alexandria, onde se dedicou a escrever suas obras.
Entre os mais importantes discípulos de Damáscio estão Simplício, célebre comentarista de Aristóteles, e Eulâmio. Não se conhecem detalhes da vida de Damáscio; sabe-se apenas que ele não fundou novas escolas, e assim a filosofia neoplatônica deixou efetivamente de ter uma existência externa. As ideias neoplatônicas, no entanto, foram preservadas pela Igreja Cristã até o final da Idade Média, principalmente através da imensa influência exercida pelo corpus pseudo-dionisíaco.
Carlo Maria Mazzucchi, professor de filologia bizantina na Universidade Católica de Milão, identifica o próprio Damáscio como sendo o autor dos escritos pseudo-dionisíacos, "a última contra-ofensiva dos pagãos" ( l'ultima controffensiva del paganesimo ).

## Obras
Seu principal tratado chama-se Dificuldades e Soluções dos Primeiros Princípios (ἀπορίαι καὶ λύσεις περὶ τῶν πρώτων ἀρχῶν). A obra examina a natureza e os atributos de Deus e da alma humana, e o faz de maneira fortemente contrastante, em dois pontos específicos, com a obra de outros autores neoplatônicos: ela está obviamente livre de qualquer influência do misticismo oriental, e não apresenta nenhuma polêmica contra o cristianismo, uma das doutrinas às quais ele não faz qualquer alusão. Este foi o motivo da acusação de impiedade feita por Fócio. Em seu tratado Damáscio investiga o princípio primordial de todas as coisas, que ele acredita ser uma profundidade divina incompreensível e indescritível, consistindo de todas as coisas em uma só, indivisível. Sua conclusão principal é a de que Deus é infinito, e, como tal, incompreensível; que seus atributos de bondade, sabedoria e poder lhe são creditados apenas através da inferência de seus efeitos; e que a lógica desta inferência é válida e suficiente para o pensamento humano, insistindo, ao longo da obra, na unidade e indivisibilidade de Deus. A obra teve grande importância na história da filosofia, especialmente por conter um grande número de relatos sobre antigos filósofos.
O resto das obras de Damáscio parece ter sido de comentários sobre obras de Aristóteles e Platão. Os comentários ainda existentes são:
- Comentário sobre Parmênides, de Platão.
- Comentário sobre Fédon, de Platão. A obra foi creditada de maneira errônea a Olimpiodoro de Alexandria.[2]
- Comentário sobre Filebo, de Platão. Também creditada erroneamente a Olimpiodoro.[2]

Entre as obras que se perderam estão:
- Comentários sobre Timeu, de Platão, Primeiro Alcebíades, e outros diálogos.
- Comentários sobre De Coelo, de Aristóteles, e outras obras. Os escritos de Damáscio sobre Tempo, Espaço e Número, citados por Simplício em seus comentários sobre a Física, de Aristóteles.[3] talvez façam parte de seus comentários sobre obras de Aristóteles.
- Vida de Isidoro. Biografia feita por Damáscio de seu professor, Isidoro de Alexandria (talvez como parte da philosophos historia atribuída a Damáscio pelo Suda), que Fócio[4] preservou um grande fragmento. O texto foi reconstruído e traduzido para o inglês recentemente.[5]
- Logoi Paradoxoi, em quatro livros, que Fócio[6] também descreve e até mesmo especifica os títulos de cada um dos livros.